# 木村浩嗣
木村 浩嗣（きむら ひろつぐ、1962年2月22日
- ）は、愛媛県松山市出身のサッカー指導者、スポーツライター、雑誌編集者。

## 経歴
愛媛県立松山東高等学校、中央大学法学部卒業後、編集プロダクションを経て、日経ホーム出版社（2008年、日経BPに合併）に編集者として勤務。1994年に退職し、スペインのサラマンカに渡る。語学学校に通い、スペイン語での指導資格を得る。1996年に教育省公認スペイン語検定上級合格。サッカー選手の経験は全くなかったが、1998年にスペインサッカー連盟公認のコーチライセンスNIVEL I、1999年には同NIVEL IIを取得し、8シーズンにわたり少年チームを指導。スペインサッカー連盟カスティーリャ・イ・レオン州監督委員会員も務めた。
2006年8月に日本に帰国し、海外サッカー雑誌『フットボリスタ』の編集長に就任。
2008年12月、再度スペインに渡り、セビージャに在住しながら『フットボリスタ』の編集長を務めていた。2015年7月に編集長を辞し、フリーになる。
2017年にユース指導を休止する一方、映画関連の執筆に進出。グラナダ在住。

## 書籍
著書
- 『footballista主義』（ソル・メディア、2011年）ISBN 9784905349068

訳書
- ミゲル・アンヘル・ディアス『ラ・ロハ スペイン代表の秘密』（ソル・メディア、2012年）ISBN 9784905349105